# Étienne Davignon
Étienne François Jacques graaf Davignon (Boedapest, 4 oktober 1932) is een voormalig Belgische diplomaat, topambtenaar en topfunctionaris bij diverse grote ondernemingen en instellingen.

## Levensloop

### Familie en persoonlijk leven
Étienne Davignon werd geboren in een diplomatenfamilie. Zijn vader was diplomaat burggraaf Jacques Davignon (1887-1965), die koning Leopold III begeleidde naar het Arendnest in Berchtesgaden voor zijn onderhoud met Adolf Hitler, en zijn moeder was Jacqueline de Liedekerke (1896-1965), hofdame van koningin Elisabeth. Hij is een kleinzoon van volksvertegenwoordiger, senator en minister Julien Davignon, in 1916 voor bewezen diensten in de adelstand verheven. Via zijn schoonbroer Pol-Gustave Boël is Etienne Davignon verwant met de familie Boël.
Hij huwde in 1959 met Frances de Cumont (1936). Ze hebben drie kinderen. Later was hij de levenspartner van politica Antoinette Spaak, de eerste vrouwelijke partijvoorzitter in België. Ze ontmoetten elkaar toen hij als kabinetschef voor haar vader, politicus Paul-Henri Spaak, werkte.
Davignon wordt gezien als mentor en raadgever van prins Laurent. Hij was in 2004 getuige bij de geboorte van prins Nicolas en prins Aymeric, de jongste kinderen van de prins, en in 2008 herstructureerde hij de verschillende stichtingen en vennootschappen van prins Laurent. De vastgoedactiviteiten van de prins werden ondergebracht in de stichting GRECT, waarvan Davignon van 2006 tot 2018 bestuurder was.

### Studies
Davignon liep school aan het Collège Saint-Benoît in Maredsous. Na zijn universitaire studies aan de Facultés Universitaires Saint-Louis in Brussel en de Université catholique de Louvain in Leuven, waar hij promoveerde, voltooide Davignon zijn opleiding met een baccalaureaat in de thomistische wijsbegeerte en studies economie.

### Diplomatieke carrière
In 1959 stapte de 28-jarig Davignon in zijn vaders voetstappen en werd hij diplomaat. Hij was actief als gezant voor minister van Buitenlandse Zaken Pierre Wigny (PSC) in het toenmalige, pas onafhankelijke Congo aan het begin van de Congocrisis. Volgens auteur en socioloog Ludo De Witte speelde Davignon een grote rol in de omverwerping van de Congolese regering en de moord op Patrice Lumumba in 1961. In 2025 wil het federaal parket hem daarvoor vervolgen. Ook zou hij mee het bevel hebben gegeven om een rebellenopstand in Stanleystad neer te slaan.
Van 1961 tot 1964 was hij ambtenaar op het kabinet van minister van Buitenlandse Zaken Paul-Henri Spaak (BWP) en in 1964 werd hij Spaaks kabinetschef. Wanneer de christendemocraat Pierre Harmel (PSC) de socialist Spaak in 1966 opvolgde, behield Davignon zijn functie als kabinetschef, tot hij in 1969 directeur Politieke Zaken van het Ministerie van Buitenlandse Zaken werd, een functie die hij uitoefende tot 1976.
In 1973 behoorde hij tot de top van de Belgische diplomatie en speelde hij een belangrijke rol in de Organisatie voor Veiligheid en Samenwerking in Europa (OVSE). Zo was hij van 1974 tot 1977 voorzitter van het uitvoerend comité van het Internationaal Energieagentschap.

### Europees commissaris
Davignon deed ook ervaring op als vicevoorzitter van de Europese Commissie (1977-1985). Hij was in de commissie-Jenkins (1977-1981) verantwoordelijk voor Interne Markt en Industrie. In 1981 was Davignon kandidaat voor de functie van voorzitter van de Europese Commissie, maar van 1981 tot 1985 was Davignon opnieuw vicevoorzitter in de commissie-Thorn bevoegd voor Industrie, Energie en Wetenschappelijk Onderzoek. In zijn functie als Europees commissaris speelde Davignon een belangrijke rol bij de oprichting van de European Round Table of Industrialists (ERT), een invloedrijke multinationale lobbygroep. Samen met voorzitter en CEO van Volvo Pehr Gyllenhammer selecteerde hij de eerste leden van de ERT vanuit het Berlaymontgebouw in Brussel.

### Bedrijfswereld
In 1985 werd Davignon lid van de raad van bestuur van de Generale Maatschappij van België. In 1988 deed de Italiaanse zakenman Carlo de Benedetti een bod op alle aandelen van de Generale Maatschappij. Het Belgisch economisch establishment, met Davignon en Maurice Lippens voorop, kwam tegen deze overnamepoging in verzet. Uiteindelijk nam de Franse groep Suez een meerderheidsbelang van 60% in de Generale Maatschappij. In 1998 kwam de holding volledig in handen van Suez. Davignon zelf werd in april 1989 in opvolging van gouverneur René Lamy voorzitter van de holding. In zijn functie als voorzitter had hij een belangrijk aandeel in de herstructureringen die werden doorgevoerd bij onder andere de Waalse staalindustrie en Tractebel. Hij bleef voorzitter van de Generale Maatschappij tot Suez-topman Gérard Mestrallet hem in februari 2001 opvolgde. Davignon werd vervolgens ondervoorzitter van de holding tot deze in 2003 met Tractebel tot Suez-Tractebel fuseerde. Vanuit zijn functie als voorzitter van de Generale Maatschappij was hij vanaf 1989 ook bestuurder van Suez (later GDF Suez). Deze functie oefende hij uit tot 2010. Davignon bleef wel nog actief als adviseur voor GDF Suez (later Engie). In november 2022 legde hij zijn mandaat bij Engie neer.
Hij werd in 1989 in navolging van Pierre Pluys voorzitter van de raad van bestuur van scheepvaartgroep Compagnie maritime belge (CMB), waarvan hij reeds in 1985 bestuurder werd. In april 1998 volgde Philippe Saverys hem op, maar in maart 2002 werd Davignon na diens overlijden andermaal voorzitter. In september 2014 volgde Marc Saverys hem op. Davignon werd vervolgens vicevoorzitter van de groep, een mandaat dat hij eind 2021 bekleedde.
Na het faillissement van luchtvaartmaatschappij Sabena in 2001 creëerde Davignon samen met Maurice Lippens een nieuwe Belgische luchtvaartmaatschappij, Brussels Airlines. Hij werd voorzitter van SN Air Holding, het moederbedrijf van Brussels Airlines. In april 2020 zette Davignon een stap opzij als voorzitter van SN Air Holding. Hij werd opgevolgd door Jan Smets. In juli 2020 beëindigde ook zijn bestuursmandaat bij de luchtvaartmaatschappij.
In mei 2004 volgde hij Luc Geuten op als voorzitter van de raad van bestuur van schuimrubberproducent Recticel. Davignon was reeds onafhankelijk bestuurder van het Wetterse bedrijf sinds 1992 en vicevoorzitter sinds 2001. In mei 2015 volgde Johnny Thijs hem als voorzitter van Recticel op.
Davignon was van 1989 tot 2004 bestuurder en vicevoorzitter van de bank Fortis. Hij was tevens voorzitter van de International Advisory Council van Fortis. Hij was eind 2008 kandidaat om Maurice Lippens op te volgen als voorzitter van de Fortis Holding. Aandeelhouders stemden hem op 2 december 2008 echter weg, waardoor Davignon geen voorzitter werd.
Davignon was verder:
- bestuurder van chemieconcern Solvay (1985-2003)[20]
- bestuurder (1985-2012) en voorzitter van het auditcomité van investeringsvennootschap Sofina[21]
- bestuurder (1989-2001), voorzitter (1992-2000) en vicevoorzitter (2000-2001) van mijnbouwbedrijf Union Minière en bestuurder (2001-2005) en vicevoorzitter (2001-2005) van opvolger Umicore
- bestuurder van luchthavenexploitant BIAC (1998-2005)
- bestuurder van spraaktechnologiebedrijf Lernout & Hauspie (2001)[22]
- bestuurder van softwarebedrijf Real Software (2004-2007)[23]
- bestuurder van koperbedrijf Cumerio (2005-2008)[24]
- voorzitter van spoorwegmaatschappij Compagnie Internationale des Wagons-Lits
- bestuurder van oliemaatschappij Petrofina
- bestuurder van kredietverzekeraar Gerling-Namur Assurances du Crédit

Davignon bekleedde vanaf begin jaren 1990 ook een aantal bestuursmandaten in het buitenland. Zo was hij vicevoorzitter van de Franse dienstverlener Accor en de Luxemburgse staalconcern Arbed en bestuurder van het Amerikaanse biofarmaceutisch bedrijf Gilead Sciences (1990-2015), het Amerikaanse consultancybureau Kissinger Associates, de Britse computerproducent ICL, de Duitse chemieconcern BASF, het Franse aluminiumbedrijf Pechiney, de Italiaanse autofabrikant FIAT en mijnbouwbedrijven Anglo American en Minorco (1990-1999).

### Overige activiteiten
Davignon was voor het eerst aanwezig op de Bilderbergconferentie in 1974. Zijn mentor, Paul-Henri Spaak, was een van de medeoprichters van deze internationale politieke en economische bijeenkomsten. In 1999 werd hij voorzitter van de Bilderbergconferentie in opvolging van de Britse politicus en diplomaat Peter Carrington.. In 2012 gaf hij het voorzitterschap door aan AXA-bestuursvoorzitter Henri de Castries.
In maart 1998 werd Davignon voorzitter van het Paleis voor Schone Kunsten in Brussel, dat in 2002 tot het kunstencentrum BOZAR werd omgevormd. In 2021 werd hij als voorzitter opgevolgd door Isabelle Mazzara.
Tot 2011 was hij voorzitter van Le Circuit de Spa-Francorchamps, waarna Melchior Wathelet hem opvolgde. In 2012 was hij korte tijd interim-voorzitter tot de benoeming van François Cornelis. Hij was ook voorzitter van Spa Grand-Prix, het comité dat de coördinatie verzorgt tussen de intercommunale ISF en het circuit en de Grote Prijs Formule 1 organiseert. In januari 2018 volgde Melchior Wathelet hem op.
Davignon is ook aandeelhouder en bestuurder van voetbalclub RSC Anderlecht. In februari 2021 kreeg de club een boete omdat Davignon in het Astridpark een inbreuk op de mondmaskerplicht maakte door een pijp te roken op de tribune tijdens de coronapandemie. Bovendien was dit een schending van het rookverbod dat in het stadion geldt.
Davignon was ook:
- voorzitter van de algemene vergadering en de raad van bestuur van de ICHEC Brussels Management School
- voorzitter van Egmont – Koninklijk Instituut voor Internationale Betrekkingen
- voorzitter van de Stichting Paul-Henri Spaak
- voorzitter van de denktank Friends of Europe
- voorzitter van de Fondation Louvain (1999-2006)[35]
- ondervoorzitter van de Francqui-Stichting
- vicevoorzitter van de denktank Centre for European Policy Studies
- medeoprichter en bestuurder van de Africa-Europe Foundation (2020-heden)
- lid van de Trilaterale Commissie
- lid van de Ditchley Foundation
- erelid van de mannenclub Cercle Gaulois
- lid van de adviesraad van de denktank Itinera Institute[36]
- bestuurder van de denktank Institut Jacques Delors
- bestuurder van het cultuurfestival Europalia (tot 2023)
- lid van het sponsoringscomité van de Prix du livre européen (2007-2013, 2015-2020)[37]
- lid van de strategische adviescommissie van The European Business Awards
- medeoprichter en bestuurder van de vzw Omroepgebouw Flagey (1998-2017)[38][39]
- bestuurder van het Huis van de Europese Geschiedenis
- bestuurder van het biomedisch onderzoeksinstituut Institut de Duve
- voorzitter van de private stichting Jacques Delors Friends of Europe Foundation (sinds 2025)[40]

In juni 2019 bracht Davignon bij uitgeverij Lannoo zijn memoires Mijn drie levens uit.

### Onderscheidingen
In 2000 ontving Davignon de Hans-Böckler-Preis van de Hans-Böckler-Stiftung.
Op 26 januari 2004 werd hij benoemd tot minister van Staat.
Davignon behoorde tot een sinds 1919 burggrafelijke familie. In 2018 verkreeg hij de titel graaf, overdraagbaar op al zijn nakomelingen.
Hij is lid van de volgende ridderorden:
- België Grootkruis in de Orde van Leopold II
- België Commandeur in de Kroonorde
- Grootkruis in de Orde van Verdienste
- Grootkruis in de Orde van Isabella de Katholieke
- Grootkruis in de Orde van Verdienste
- Grootofficier in het Legioen van Eer
- Grootofficier in de Orde van de Republiek
- Grootofficier in de Orde van Sint-Gregorius de Grote
- Grootofficier in de Orde van de Eikenkroon
- Grootofficier in de Orde van de Dannebrog
- Grootofficier in de Orde van de Azteekse Adelaar
- Grootofficier in de Orde van de Finse Leeuw
- Grootofficier in de Orde van de Ceder
- Grootofficier in de Orde van Verdienste
- Grootofficier in de Orde van Verdienste van de Bondsrepubliek Duitsland
- Grootofficier in de Orde van de Joegoslavische Vlag
- Grootofficier in de Orde van Verdienste
- Grootofficier in de Orde van de Rijzende Zon
- Grootofficier in de Orde van Verdienste
- Grootofficier in de Orde van de Onafhankelijkheid
- Ereteken van Verdienste voor de Republiek Oostenrijk
- Commandeur in de Orde van de Kroon van Siam
- Commandeur in de Orde van Sint-Olaf
- Commandeur in de Nationale Orde
- Commandeur in de Orde van de Luipaard
- Commandeur in de Orde van de Poolster
- Commandeur in de Orde van Oranje-Nassau
- Commandeur in de Orde van Sharifian Alawaidis
- Commandeur in de Orde van Tudor Vladimirescu
- Officier in de Orde van de Feniks
- Officier in de Orde van Sint-Michaël en Sint-George

## Publicatie
- Mijn drie levens. Herinneringen opgetekend door Maroun Labaki, 2019, ISBN 9789401461238

- Bibsys: 2015746
- Bibliothèque nationale de France: cb12100541k (data)
- CiNii: DA0619697X
- Gemeinsame Normdatei: 109296923
- International Standard Name Identifier: 0000 0000 2892 9496
- Library of Congress Control Number: n86069232
- Bibliotheek van het Japanse parlement: 00945694
- Nationale Bibliotheek van Israël: 987007433442905171
- Nederlandse Thesaurus van Auteursnamen: 069315949
- Parlement.com: vi2q2w737zzx
- Système universitaire de documentation: 029362830
- Virtual International Authority File: 41869302
- WorldCat: E39PBJqBkPjMXgJmF437TJtR8C

 Frans Andriessen ·  Richard Burke ·  Claude Cheysson* ·  Giorgios Contogeorgis ·  Poul Dalsager ·  Étienne Davignon ·  Antonio Giolitti ·  Finn Olav Gundelach** ·  Wilhelm Haferkamp ·  Karl-Heinz Narjes ·  Lorenzo Natali ·  Michael O'Kennedy* ·  François-Xavier Ortoli ·  Edgard Pisani ·  Ivor Richard ·  Gaston Thorn ·  Christopher Tugendhat 
  * afgetreden, ** overleden 
 Guido Brunner ·  Richard Burke ·  Claude Cheysson ·  Étienne Davignon ·  Antonio Giolitti ·  Finn Olav Gundelach ·  Wilhelm Haferkamp ·  Roy Jenkins ·  Lorenzo Natali ·  François-Xavier Ortoli ·  Christopher Tugendhat ·  Raymond Vouel ·  Henk Vredeling
Altiero Spinelli (1970-73) · Finn Olav Gundelach (1973-77) · Étienne Davignon (1977-81) · Karl-Heinz Narjes (1981-85) · 
 Francis Arthur Cockfield (1985-89) · Christiane Scrivener (1989-95) · Mario Monti (1995-99) · László Kovács (2004-10) · Algirdas Šemeta (2010-14) · Pierre Moscovici (2014-)
Piero Malvestiti (1958-59) · Giuseppe Caron (1959-63) · Guido Colonna di Paliano (1964-67) · Hans von der Gröben (1967-70) · Wilhelm Haferkamp (1970-73) · 
 Finn Olav Gundelach (1973-77) · Étienne Davignon (1977-81) · Karl-Heinz Narjes (1981-85) · Francis Arthur Cockfield (1985-89) · Martin Bangemann (1989-93) ·
 Raniero Vanni d'Archirafi (1993-95) · Mario Monti (1995-99) · Frits Bolkestein (1999-2004) · Charlie McCreevy (2004-10) · Michel Barnier (2010-14) · Elżbieta Bieńkowska (2014-)